# Baksa (fiume)
Il Baksa (in russo Бакса?) è un fiume della Russia siberiana occidentale, affluente di destra della Šegarka (bacino idrografico dell'Ob'). Scorre nel Kolyvanskij rajon dell'Oblast' di Novosibirsk e nel Koževnikovskij rajon dell'Oblast' di Tomsk.

## Geografia
Il fiume ha origine in una zona paludosa della Steppa di Barabinsk. Scorre in direzione prevalentemente nord-orientale e sfocia nella Šegarka a 213 km dalla foce. La lunghezza del fiume è di 206 km, il bacino imbrifero è di 4 800 km².
Lungo il corso del fiume ci sono molti piccoli villaggi (Novaja Juvala, Pichtovka).